# Wilfried Gnonto
Wilfried Gnonto, né le 5 novembre 2003 à Verbania, est un footballeur international italien qui joue au poste d'ailier gauche à Leeds United.

## Biographie
Wilfried Gnonto est né à Verbania, dans la région italienne du Piémont, au sein d'une famille aux origines ivoiriennes,.

### Carrière en club
Passé par les clubs de football de Baveno et Suno, Gnonto intègre le centre de formation de l'Inter Milan à l'âge de 9 ans. Au cours des années suivantes il gravit les échelons du club : titré au niveau national avec les moins de 17 ans, il intègre ensuite l'équipe Primavera, avec laquelle il fait ses débuts le 6 octobre 2019, marquant également un but lors de la victoire 5 à 1 contre la Juventus.
Gnonto signe néanmoins son premier contrat professionnel au FC Zurich, le 23 avril 2020, après avoir refusé de prolonger à l'Inter,. Il fait ses débuts professionnels avec Zurich le 24 octobre 2020, entrant en jeu lors d'une victoire 4-1 en Super League contre le FC Vaduz, offrant même une passe décisive à Blaž Kramer (en) pour le dernier but de la rencontre.
Le 21 mai 2021, de nouveau face au FC Vaduz, il marque son premier but professionnel lors d'une victoire 4-1 à domicile lors de la dernière journée de Super League.

### Carrière en sélection
Gnonto est international italien en équipes de jeunes, ayant notamment pris part à la coupe du monde avec les moins de 17 ans, en 2019,,. Y remplaçant son camarade Sebastiano Esposito, il retrouve également dans la compétition son coéquipier et camarade de l'Inter Lucien Agoumé.
Plus jeune joueur de son équipe — à seulement 15 ans — il en termine également meilleur buteur, avec trois buts en quatre matchs, alors que les Italiens s'arrêtent en quart de finale, défaits 2-0 par les hôtes et futurs vainqueurs du Brésil.
Il fait ses débuts avec l'équipe première le 4 juin 2022 lors du match aller Italie-Allemagne en Ligue des Nations terminé 1-1. Il remplace Matteo Politano à la 65e minute et délivre une passe décisive pour Lorenzo Pellegrini.
Le 14 juin 2022, pour son quatrième match (deuxième titularisation), il inscrit son premier but en sélection lors du match retour Allemagne-Italie en Ligue des Nations terminé 5-2. Il devient ainsi le plus jeune buteur de l'histoire de l'équipe d'Italie de football à 18 ans et 222 jours. Le record a été détenu pendant 64 ans par Bruno Nicolè (18 ans et 259 jours).

## Statistiques

### Statistiques détaillées
| Saison                | Club                  | Championnat           | Championnat | Championnat | Championnat | Coupe nationale | Coupe nationale | Coupe nationale | Coupe de la Ligue | Coupe de la Ligue | Coupe de la Ligue | Compétition(s) continentale(s) | Compétition(s) continentale(s) | Compétition(s) continentale(s) | Compétition(s) continentale(s) | Italie | Italie | Italie | Total | Total | Total |
| Saison                | Club                  | Division              | M.          | B.          | P.d.        | M.              | B.              | P.d.            | M.                | B.                | P.d.              | Comp.                          | M.                             | B.                             | P.d.                           | M.     | B.     | P.d.   | M.    | B.    | P.d.  |
| 2020-2021             | FC Zurich             | Super League          | 26          | 1           | 4           | -               | -               | -               | -                 | -                 | -                 | -                              | -                              | -                              | -                              | -      | -      | -      | 26    | 1     | 4     |
| 2021-2022             | FC Zurich             | Super League          | 33          | 8           | 1           | 3               | 2               | 2               | -                 | -                 | -                 | -                              | -                              | -                              | -                              | 4      | 1      | 1      | 40    | 11    | 4     |
| 2022-2023             | FC Zurich             | Super League          | 6           | 0           | 0           | 1               | 0               | 0               | -                 | -                 | -                 | C1+C3                          | 2+3                            | 0+1                            | 0+0                            | -      | -      | -      | 12    | 1     | 0     |
| Sous-total            | Sous-total            | Sous-total            | 65          | 9           | 5           | 4               | 2               | 2               | 0                 | 0                 | 0                 | -                              | 5                              | 1                              | 0                              | 4      | 1      | 1      | 78    | 13    | 8     |
| 2022-2023             | Leeds United          | Premier League        | 24          | 2           | 4           | 3               | 2               | 0               | 1                 | 0                 | 0                 | -                              | -                              | -                              | -                              | 6      | 0      | 0      | 34    | 4     | 4     |
| 2023-2024             | Leeds United          | Championship          | 36          | 8           | 2           | 2               | 0               | 0               | 1                 | 0                 | 0                 | -                              | -                              | -                              | -                              | 2      | 0      | 0      | 41    | 8     | 2     |
| Sous-total            | Sous-total            | Sous-total            | 46          | 4           | 5           | 5               | 2               | 0               | 2                 | 0                 | 0                 | -                              | -                              | -                              | -                              | 9      | 0      | 0      | 62    | 6     | 5     |
| Total sur la carrière | Total sur la carrière | Total sur la carrière | 111         | 13          | 10          | 9               | 4               | 2               | 2                 | 0                 | 0                 | -                              | 5                              | 1                              | 0                              | 13     | 1      | 1      | 140   | 19    | 13    |

## Palmarès

### En club
FC Zurich
- Championnat de Suisse (1)
  - Champion en 2022

 Leeds United
- Championship (1)
  - Champion en 2025